# Submarino U-364
El submarino alemán U-364 fue un submarino tipo VIIC de la Kriegsmarine de la Alemania nazi durante la Segunda Guerra Mundial .
Realizó dos patrullajes. No hundió ni dañó ningún barco. Fue miembro de cinco manadas de lobos. Fue hundido por un avión británico en el Golfo de Vizcaya el 29 de enero de 1944.

## Diseño
Los submarinos alemanes Tipo VIIC fueron precedidos por los submarinos más cortos Tipo VIIB . El U-424 tenía un desplazamiento de 769 toneladas (757 toneladas largas) cuando estaba en la superficie y 871 toneladas (857 toneladas largas) mientras estaba sumergido.  Tenía una longitud total de 67,10 m (220 pies 2 pulgadas), una longitud de casco de presión de 50,50 m (165 pies 8 pulgadas), una manga de 6,20 m (20 pies 4 pulgadas), una altura de 9,60 m ( 31 pies 6 pulgadas) y un calado de 4,74 m (15 pies 7 pulgadas). El submarino estaba propulsado por dos motores diésel sobrealimentados Germaniawerft F46 de cuatro tiempos y seis cilindros . produciendo un total de 2800 a 3200 caballos de fuerza métricos (2060 a 2350 kW; 2760 a 3160 shp) para uso en superficie, dos motores eléctricos de doble acción Siemens-Schuckert GU 343/38–8 que producen un total de 750 caballos de fuerza métricos (550 kW ; 740 shp) para usar mientras está sumergido. Tenía dos ejes y dos hélices de 1,23 m (4 pies ) . El barco era capaz de operar a profundidades de hasta 230 metros (750 pies).
El submarino tenía una velocidad máxima en superficie de 17,7 nudos (32,8 km/h; 20,4 mph) y una velocidad máxima sumergida de 7,6 nudos (14,1 km/h; 8,7 mph).  Cuando estaba sumergido, el barco podía operar durante 80 millas náuticas (150 km; 92 mi) a 4 nudos (7,4 km/h; 4,6 mph); cuando salió a la superficie, podría viajar 8.500 millas náuticas (15.700 km; 9.800 mi) a 10 nudos (19 km / h; 12 mph). El U-424 estaba equipado con cinco tubos de torpedos de 53,3 cm (21 pulgadas) (cuatro instalados en la proa y uno en la popa), catorce torpedos , un cañón naval SK C / 35 de 8,8 cm (3,46 pulgadas) , 220 rondas y dos cañones antiaéreos gemelos C/30 de 2 cm (0,79 pulgadas) . La nave contaba con una capacidad de entre cuarenta y cuatro y sesenta tripulantes.

## Historial de servicio
El submarino fue depositado el 12 de febrero de 1942 en el astillero Flensburger Schiffsbau-Gesellschaft en Flensburg como astillero número 483, botado el 21 de enero de 1943 y puesto en servicio el 3 de mayo bajo el mando del Oberleutnant zur See Paul-Heinrich Sass.
Sirvió en la 5.ª Flotilla de submarinos desde el 3 de mayo de 1943 y en la 7.ª flotilla desde el 1 de noviembre.

### Primera patrulla
La primera patrulla del U-364 lo llevó desde Kiel en Alemania a Marviken en Suecia.

### Segunda patrulla y hundimiento
Su segunda incursión fue desde Marviken, Suecia, el 28 de noviembre de 1943, a través de la brecha entre Islandia y las Islas Feroe hacia el Océano Atlántico Norte. El 29 de enero de 1944, fue hundido por cargas de profundidad lanzadas por un Handley Page Halifax británico del Escuadrón n.º 502 de la RAF en el Golfo de Vizcaya.
49 hombres murieron en el submarino; no hubo supervivientes.

### Destino previamente registrado
El U-364 se señaló originalmente como desaparecido en el Golfo de Vizcaya desde el 31 de enero de 1944. Nunca se ha ofrecido ninguna explicación.

### Manadas de lobos
El U-364 participó en cinco manadas de lobos, a saber:
- Coronel 1 (14 - 17 de diciembre de 1943)
- Sylt (18 - 23 de diciembre de 1943)
- Rügen 1 (23 - 28 de diciembre de 1943)
- Rügen 2 (28 de diciembre de 1943 - 7 de enero de 1944)
- Rügen (7 - 14 de enero de 1944)